# Abu, Yamaguchi
Abu  (japanska: 阿武町?, Abu-chō) är en landskommun i Yamaguchi prefektur i Japan. Kommunen ligger på prefekturens norra kust mot Japanska havet.